# Frédéric Mendy (calciatore 1981)
Frédéric Mendy (Dakar, 6 novembre 1981) è un ex calciatore senegalese con passaporto francese, di ruolo centrocampista o ala.

## Palmarès

### Club

#### Competizioni nazionali
- Ligue 2: 1

Saint-Étienne: 2003-2004